# سیمپسون (ویرجینیای غربی)
سیمپسون (به انگلیسی: Simpson) یک منطقهٔ مسکونی در ایالات متحده آمریکا است که در شهرستان تیلور، ویرجینیای غربی واقع شده‌است.